# 14 Aurigae
Désignations

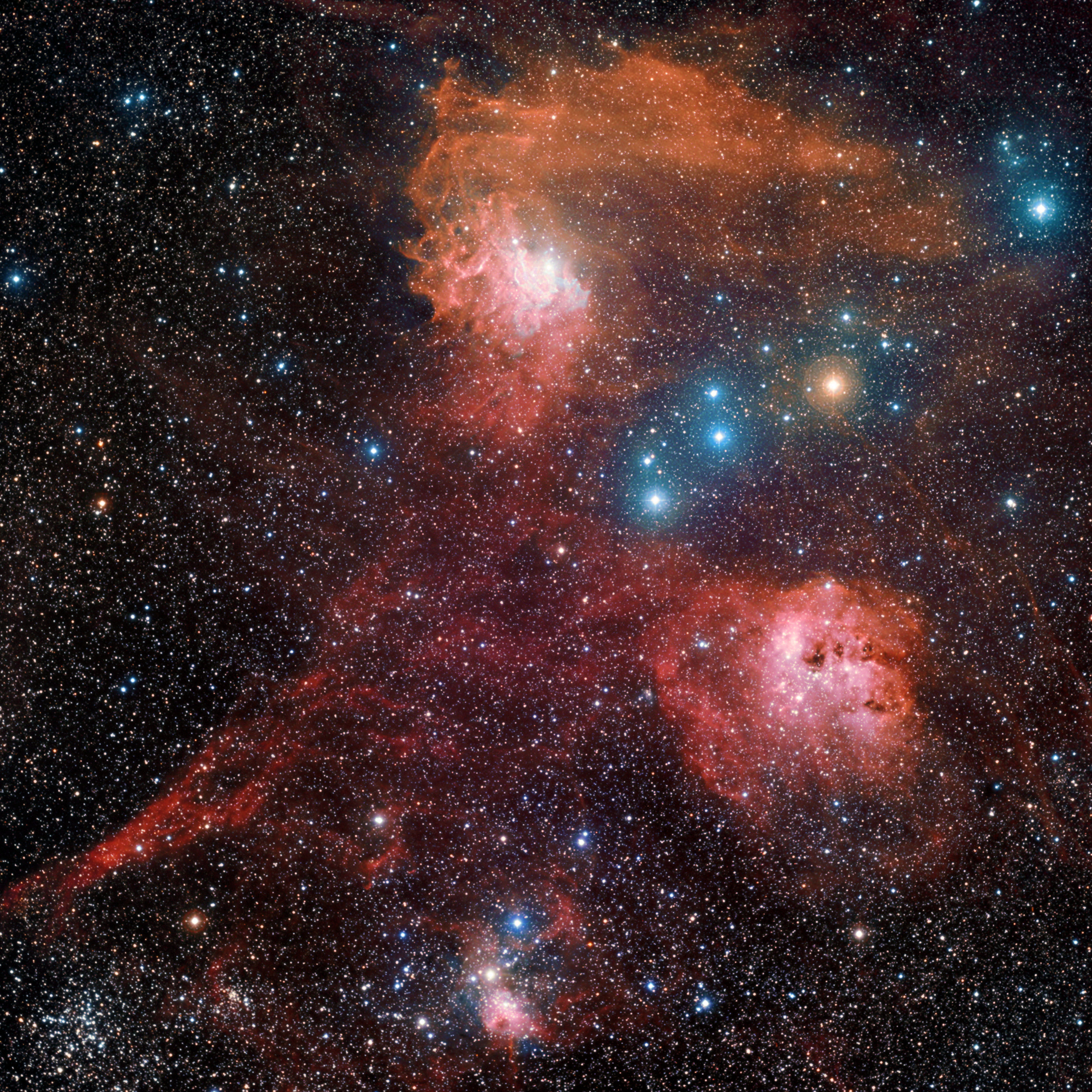
14 Aurigae est l'étoile (de couleur bleutée) la plus brillante située non loin de l'angle supérieur droit de cette région du ciel riche en nébuleuses et en amas ouverts.

14 Aurigae est une système d'étoiles quintuple de la constellation boréale du Cocher, localisé à ∼ 272 a.l. (∼ 83,4 pc) de la Terre. Il porte également la désignation d'étoile variable KW Aurigae, 14 Aurigae étant quant à elle sa désignation de Flamsteed. Le système est visible à l’œil nu comme une faible étoile blanchâtre de magnitude apparente combinée de 5,01. Il se rapproche de la Terre à une vitesse radiale de −9 km/s.

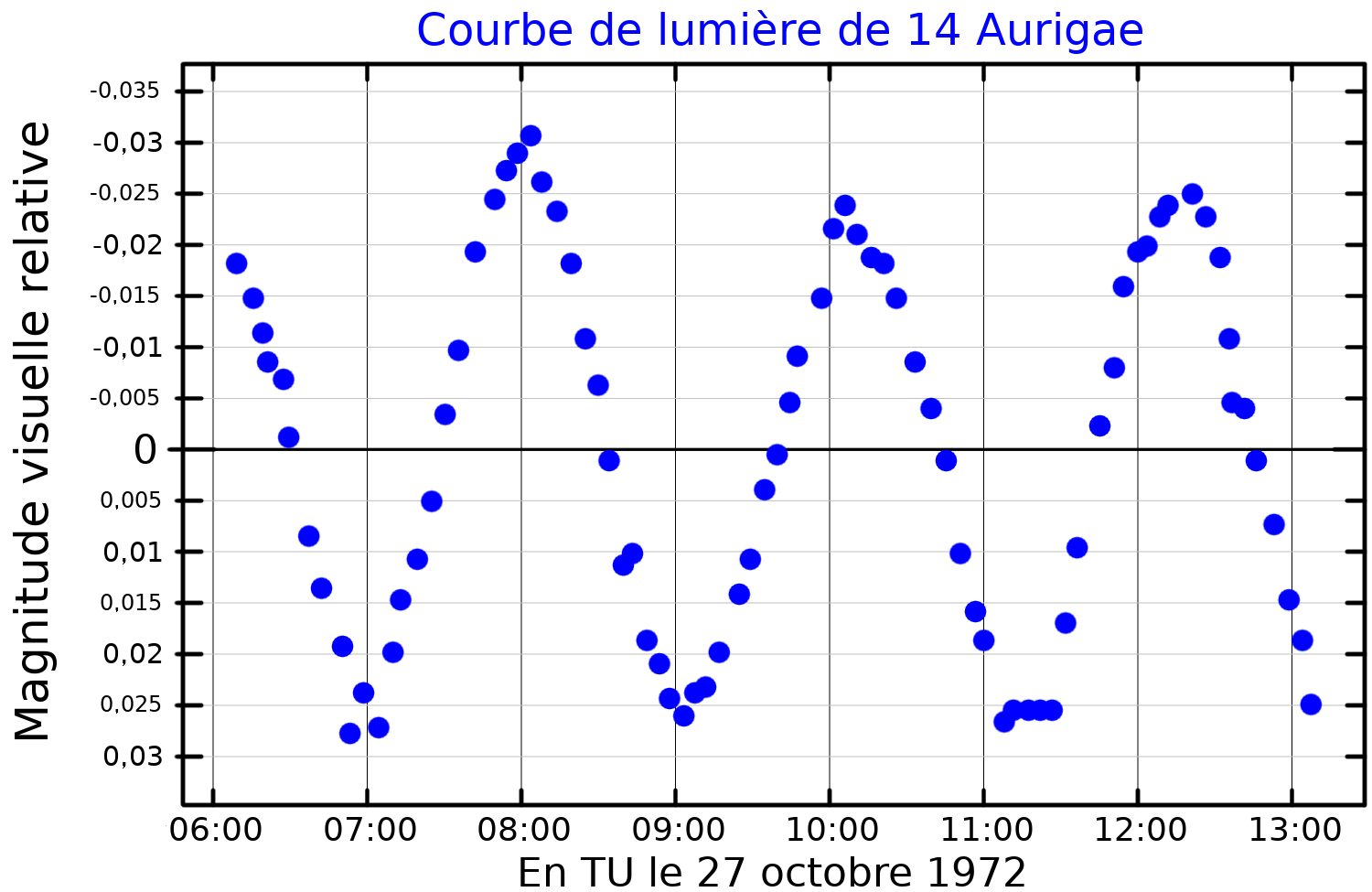
Courbe de lumière de 14 Aurigae, adaptée de Fitch et Wisniewski (1979)

La composante primaire, d'une magnitude apparente de 5,08 et désignée 14 Aurigae A, est une étoile binaire spectroscopique à raies simples, dont les composantes complètent une orbite circulaire selon une période de 3,788 7 jours. Le membre visible est classé, selon la source, soit comme une étoile blanche de la séquence principale de type spectral A9 V, soit comme une sous-géante blanche de type spectral A9 IV. Il s'agit par ailleurs d'une étoile variable de type Delta Scuti qui varie avec une amplitude de 0,08 magnitude et selon une période de 2,11 heures. Elle est âgée de 609 millions d'années et elle est 1,64 fois plus massive que le Soleil.
La composante désignée B est localisée à seulement 10 secondes d'arc au nord de la composante primaire, mais il s'agit simplement d'un compagnon optique. Cependant, la composante désignée 14 Aurigae C, qui est une étoile de type F de la séquence principale d'une magnitude de 7,86, partage un mouvement propre commun avec la composante 14 Aurigae A et elles forment donc un système physiquement lié. 14 Aurigae C est elle-même une étoile binaire spectroscopique à raies simples, avec une période orbitale de 2,993 4 jours. L'étoile secondaire de ce sous-système est une naine rouge de type spectral M3 V.
Enfin, le dernier membre du système, désigné 14 Aurigae Cb, est une naine blanche séparée de la composante, ou plutôt de la paire Ca d'environ 2 secondes d'arc. Si elle est réellement physiquement liée à Ca, sa période orbitale serait alors d'environ 1 300 ans.